# Сікорський Михайло Іванович
Миха́йло Іва́нович Сіко́рський (13 жовтня 1923 , Чигирин, Київська губернія  — 27 вересня 2011 , Переяслав-Хмельницький, Київська область ) — український історик і культуролог, директор Переяслав-Хмельницького історичного музею (1951–1979), Національного історико-етнографічного заповідника «Переяслав» (1979–2008), з 2008 і до самої смерті був почесним генеральним директором Національного історико-етнографічного заповідника «Переяслав». Заслужений працівник культури України, доцент кафедри історії та культури України Переяслав-Хмельницького державного педагогічного інституту імені Г. С. Сковороди. Автор 130 наукових праць і публікацій, з яких 12 книг і монографій.

## Життєпис
Михайло Іванович Сікорський народився 13 жовтня 1923 року в українському місті Чигирин, що тоді входило до складу Київської губернії, Української РСР, СРСР у сім'ї робітників. У Михайла Івановича було двоє братів: Іван й Олександр та сестра Марія. Батько дітей, Іван Іванович помер, у 1930 році, коли Михайлу було лише сім років, а мати, Марфа Мусіївна, ще через три роки — у 1933 році. Після смерті батьків Михайла разом із братами і сестрою було відправлено у дитячий будинок.
У Чигирині юнак закінчив 8 класів місцевої середньої школи № 1, а згодом, з 1939 року навчався в Запорізькому авіаційному технікумі імені К. Є. Ворошилова (нині — Запорізький авіаційний коледж імені О. Г. Івченко), який закінчив у 1943 року в Омську, куди на початку Другої світової війни був евакуйований навчальний заклад. Після його закінчення Сікорський був залишений у технікумі на посаді інструктора. За гарну роботу на Омському авіаційному заводі імені П. І. Баранова та у технікумі був нагороджений двома медалями.
У 1946–1951 роках Михайло Сікорський навчався на історичному факультеті Київського державного університету імені Т. Г. Шевченка. По закінченню навчального закладу, Михайло Іванович був призначений на посаду директора Переяслав-Хмельницького історичного музею. 1966 року за заслуги в розвитку культури й успіхи в роботі з культурного обслуговування населення України Указом Президії Верховної Ради УРСР Михайлу Сікорському було присвоєно звання Заслуженого працівника культури.
Протягом багатьох років Михайло Іванович був членом правління Українського товариства охорони пам'яток історії та культури, Національної спілки краєзнавців і Українського фонду культури.
Відповідно до постанови Ради Міністрів УРСР № 123 від 13 березня 1979 року історичний музей було розформовано. Натомість було засновано Державний історико-культурний заповідник, директором якого було призначено Михайла Івановича Сікорського. 1989 року Постановою Центрального Комітету Комуністичної партії Радянського Союзу та Ради Міністрів УРСР йому присуджено Державну Премію УРСР імені Т. Г. Шевченка у галузі літератури, журналістики і мистецтва. А у 1996 році рішенням вченої ради Переяслав-Хмельницького державного педагогічного інституту імені Г. С. Сковороди Сікорському було присвоєно вчене звання доцента кафедри історії та культури України.
У 1999 році заповідник отримав статус національного і змінив назву на Національний історико-етнографічний заповідник «Переяслав». Сікорський був призначений на посаду генерального директора, а з 29 січня 2008 року — почесного генерального директора. За майже 60 років подвижницької праці Михайло Іванович підняв багатющий пласт історії і культури древньої переяславської землі. Нині до його складу входить 24 тематичні музеї, а у фондах яких зберігається 173 тисячі пам'яток історії та культури основного фонду збереження. Указом Президента України Віктора Ющенко № 459/2005 від 11 березня 2005 року «за самовіддане служіння Україні на ниві збереження і увічнення культурної і духовної спадщини українського народу, багаторічну подвижницьку науково-просвітницьку діяльність» Михайлу Івановичу було присвоєно звання Герой України з врученням ордена Держави.
27 вересня 2011 року Михайло Іванович Сікорський помер у Переяслав-Хмельницькому. Його поховали на Заальтицькому кладовищі.

## Наукова діяльність
Михайло Сікорський систематично публікував матеріали з історії України, краєзнавства, археології в наукових збірниках, альманахах, найрізноманітніших періодичних виданнях як в Україні, так і за кордоном. Він входив до редакційних колегій журналів «Українська культура» та «Музеї України». Михайло Іванович — автор 130 наукових праць і публікацій, серед них — 12 книг і монографій, зокрема, «Переяслав-Хмельницький» (1969), «На землі Переяславській» (1983), «На землі Київській» (1991), «Київщина» (1992), «Скарби нашої пам'яті» (1993), «Українська народна естетика» (1997), «Музеї землі Переяславської» (2004).

## Нагороди та почесні звання
- Медаль «За доблесну працю у Великій Вітчизняній війні 1941—1945 рр.»;
- Заслужений працівник культури України (1966);
- Орден Трудового Червоного Прапора (1976);
- Почесна грамота Президії Верховної Ради УРСР (1983);[1]
- Почесний громадянин міста Переяслав-Хмельницький (1984);
- Орден Жовтневої революції (жовтень 1986);[3]
- Державна Премія УРСР імені Т. Г. Шевченка у галузі літератури, журналістики і мистецтва (1989);
- Республіканська премія імені Д. І. Яворницького (1993);[1]
- Почесний член Академії архітектури України (1993);
- Орден Богдана Хмельницького III ступеня (23 вересня 1995, «за активну участь у Великій Вітчизняній війні 1941—1945 рр., значний особистий внесок у дослідження і популяризацію історико-військової і культурної спадщини українського народу»);
- Почесний громадянин Останкінського району міста Москва (1997);[3]
- Почесна грамота Кабінету Міністрів України (1998);
- «Почесний діяч Єврейської ради України» (1999);[1]
- Орден князя Ярослава Мудрого V ступеня (21 серпня 2001, «за значний особистий внесок у соціально-економічний та культурний розвиток України, вагомі трудові досягнення та з нагоди 10-ї річниці незалежності України»);[3]
- Почесна грамота Київської обласної державної адміністрації (2001);
- Премія імені В.І. Вернадського (2001);[1]
- Орден святого рівноапостольного князя Володимира (квітень 2003);[3]
- Премія «Гордість України» (2003);
- Герой України (11 березня 2005);
- Почесна грамота Верховної Ради України (2007)[4];
- Золота медаль Академії мистецтв України (2008);
- Золота медаль Національної академії образотворчого мистецтва і архітектури (2008);
- Почесна відзнака Міністерства культури і туризму України (2008);
- Почесна відзнака Переяслав-Хмельницького державного педагогічного університету імені Г. С. Сковороди (2008).

## Вшанування пам'яті
У місті Переяслав-Хмельницькому відкрито дві меморіальні дошки на честь Героя. Першу було відкрито 17 травня 2012 року, напередодні Міжнародного дня музеїв, на фасаді будинку, де жив Сікорський у 1965–2011 роках на вулиці Ковальській, 8а, а другу — 24 вересня 2012 року, напередодні річниці від дня смерті, біля Музею Заповіту Тараса Григоровича Шевченка, де він жив у 1951–1965 роках і працював 60 років у 1951–2011 роках на вулиці Шевченка № 8. У тому ж місті 26 червня 2014 року на честь Михайла Івановича, рішенням Переяслав-Хмельницької міської ради було перейменовано вулицю Московську.
Із 2013 р. щорічно в Університеті Григорія Сковороди в Переяславі проводиться Всеукраїнський історико-культурологічний форум «Сікорські читання».
На честь М.І.Сікорського у 2013 р. заснована щорічна загальноукраїнська краєзнавча премія Національної спілки краєзнавців України, яка присуджується діячам культури, науки та освіти за вагомий внесок у дослідження і збереження культурної спадщини України та розвиток музейної справи.

Меморіальна дошка на будинку, де жив М.І.Сікорський.
Меморіальна дошка біля Музею "Заповіту" Т.Г.Шевченка, де жив і працював М.І.Сікорський.